# 紀念孫中山市政公園
紀念孫中山市政公園（又稱鴨涌河公園、中山公園）是位於澳門半島西北角關閘旁邊的多功能公園，為澳門半島北區最大的公園。公園乃紀念曾在澳門居住的孫中山，並以其名字命名和在公園內豎立全身銅像。
由於原址的垃圾堆填區有高低不平的情況，故公園依地形為草坪設計基礎。公園的景觀設計匯聚了傳統與現代特色，公園東北部是中式古典園林設計，有人工湖、曲橋、涼亭、小樓閣等；公園的西南部則是現代設計，有體育設施和溫室；公園中部則設有兒童遊樂設施、鳥籠和瀑布，還有一條長達500米的迴廊，連接園中大部分景觀。

## 沿革
公園原址為1983年前是垃圾堆填區，其後於1987年開闢修建為公園，面積達70000平方米，形似一座小山，其後政府在這裡作為環保試點。初落成時，以鴨涌河公園命名。其後於1990年11月12日為了紀念孫中山誕生124周年，在公園前豎立了高2.8米、重逾一噸的孫中山銅像，澳葡政府正式將公園命名為紀念孫中山市政公園。在1996年，公園增設了由劉桂柄創作的題名為“永遠的握手”的大型鋼雕塑，紀念中國與葡萄牙之友誼。“永遠的握手”設計意念為：見證中葡的友好關係和澳門市民的諒解，並以互相握手表示中葡友誼的延續。公園入口是瀑布廣場，公園內築有人工湖，還有一道曲橋，旁邊有一座圖書館，於1996年落成，並於2013年遷址湖畔重建，距圖書館不遠處則是野餐燒烤區和泳池。
2022年11月15日，行政長官賀一誠公佈澳門特別行政區政府2023年財政年度施政報告，將原有的鴨涌河苗圃地段併入該公園內，調整空間佈局及設施，擴大兒童遊樂設施，增設 7人足球場、親子共融遊樂設施、無障礙設施等，完善公園配套。預計 2023年上半年完成編製工程計劃，爭取同年啟動工程。
2022年12月，市政署完成退縮公園圍牆工程，擴寬行人道。2023年3月20日起，公園改為24小時開放，園內球場等設施設有不同的開放時間。
- 永遠的握手
- 孫中山塑像

## 地理位置
紀念孫中山市政公園位於澳門半島北區的關閘旁邊，佔地總面積約5.7萬平方公尺。公園位置對岸為珠海的拱北。

## 設施

### 圖書館
圖書館全名為紀念孫中山市政公園黄營均圖書館，名字以捐資興建者秘鲁華僑黄營均命名。是澳門首座黃營均圖書館，也是首座由澳門市政廳設立的公共圖書館。圖書館舊館於1996年4月26日正式開幕，藏書約5000册。圖書館舊館分兩層，上層為成年閱覽室，下層為兒童閱覽室。
後來因舊館面積所限及使用率高企，所以民政總署決定把原公園餐廳（鴨涌河葡國餐廳）改建成圖書館新館，於2011年9月計劃擴建。2014年1月24日，正式遷入新館。現時圖書館總面積為459平方米，設有多媒體視聽室、兒童閱覽區及報刊閱覽區，一共提供62個閱覽座位，總藏書增至約10,673冊。

### 游泳池
孫中山泳池（葡萄牙語：Piscina Dr. Sun Iat Sen），位於澳門澳門半島花地瑪堂區紀念孫中山市政公園內，於1997年落成，兩個不規則圓形組合泳池面積分別為478平方米和191平方米，設有成人池和兒童池，此外還有假石山、瞭望台（可眺望珠海風光）等其他設備。
收費
| 類別               | 門票     |
| ------------------ | -------- |
| 公眾13歲或以上     | 15澳門元 |
| 學生證持有人       | 7澳門元  |
| 12歲或以下小童     | 5澳門元  |
| 65歲或以上之成年人 | 7澳門元  |

開放安排
2022年至今的開放安排中，孫中山泳池於5月1日至10月31日期間對外開放，共分為3節開放。第一節：07:00-11:00、第二節：12:00-16:00、第三節：17:00-22:30，而逢星期一第一節時段為清池時間暫停開放（若星期一為公眾假期，則泳池照常開放，並順延至假期後翌日第一節時段進行清池）。
設施
- 成人池：478平方米，水深0.7-1.5米
- 兒童池：191平方米，水深0.5-0.6米

### 其他設施
- 健康徑
- 溫室
- 鳥籠

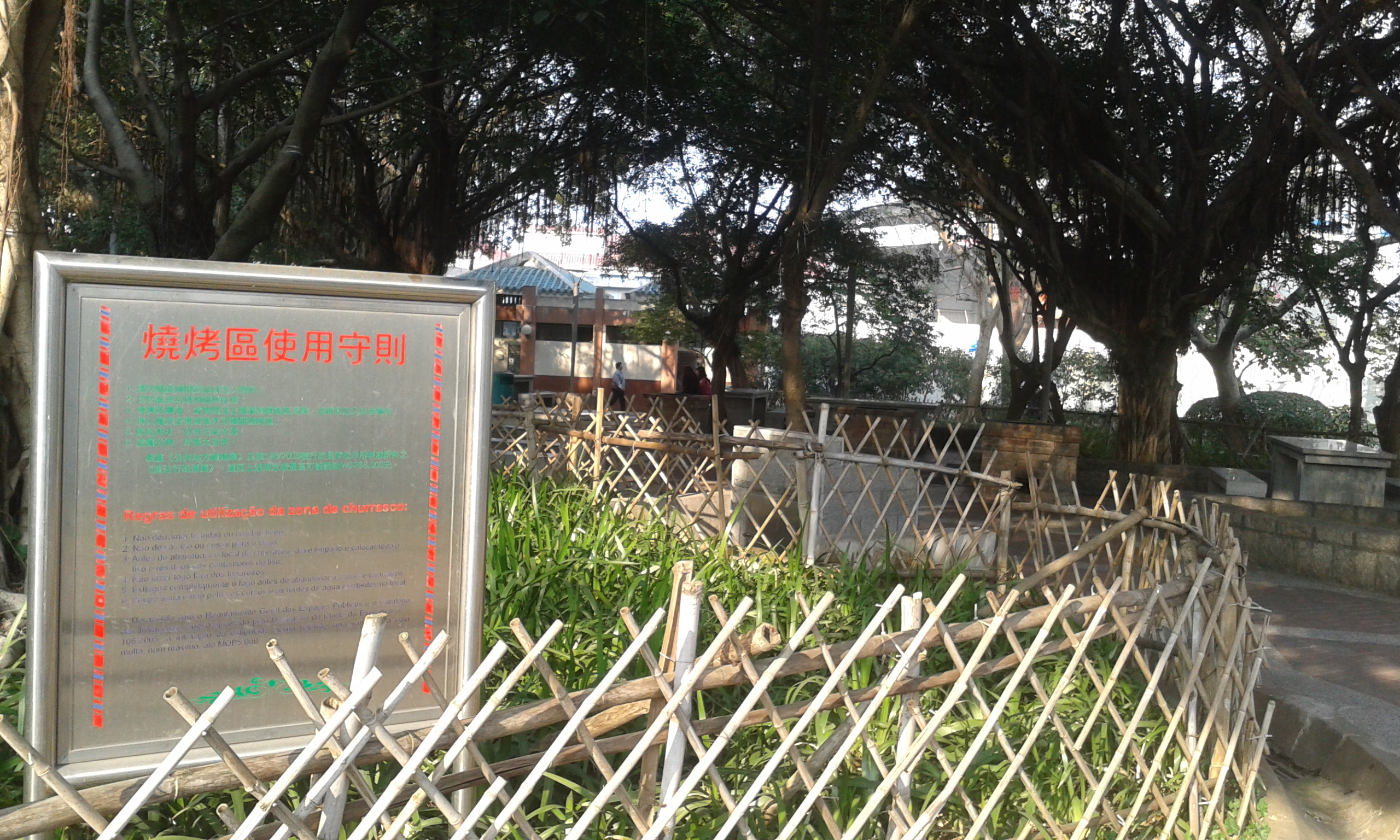
燒烤區
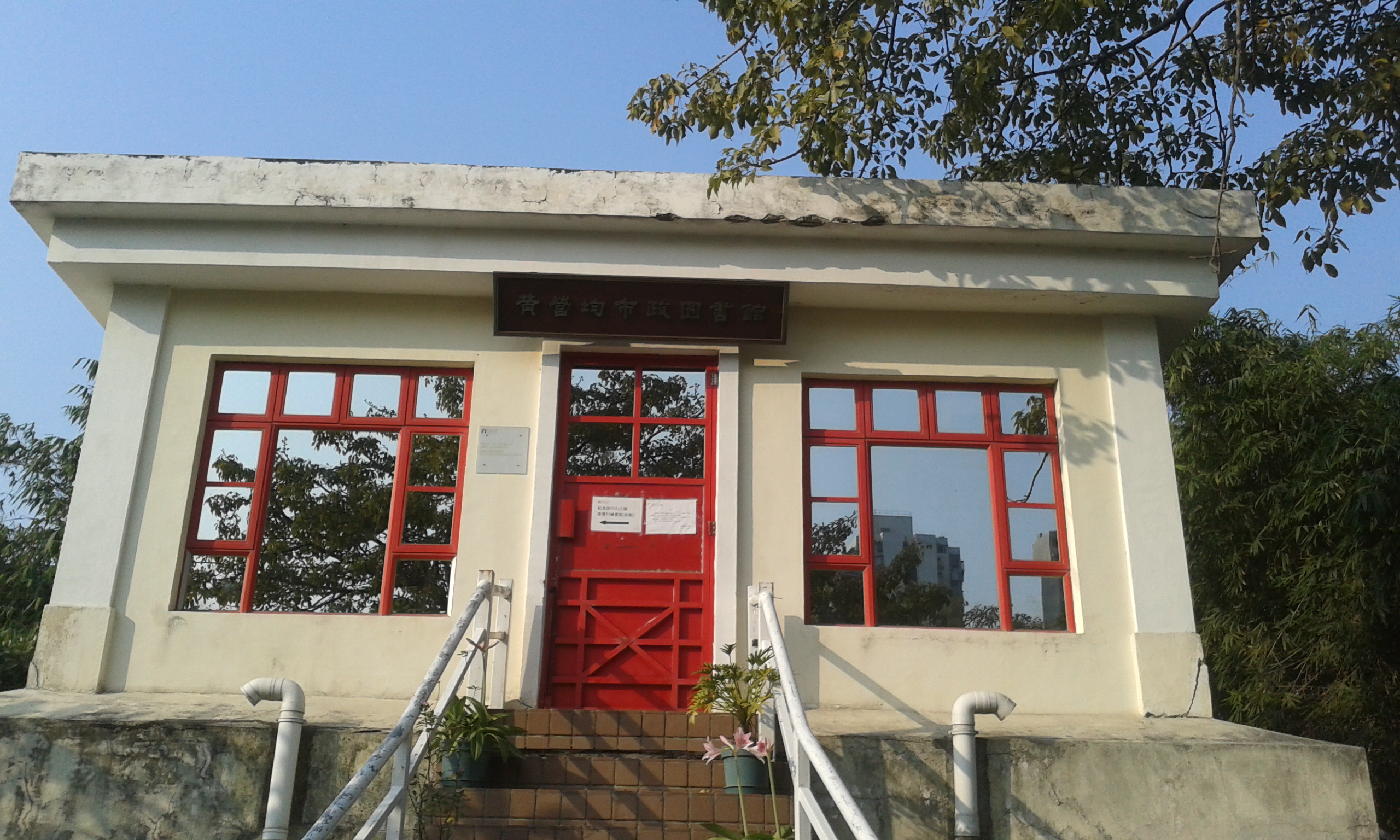
圖書館舊館
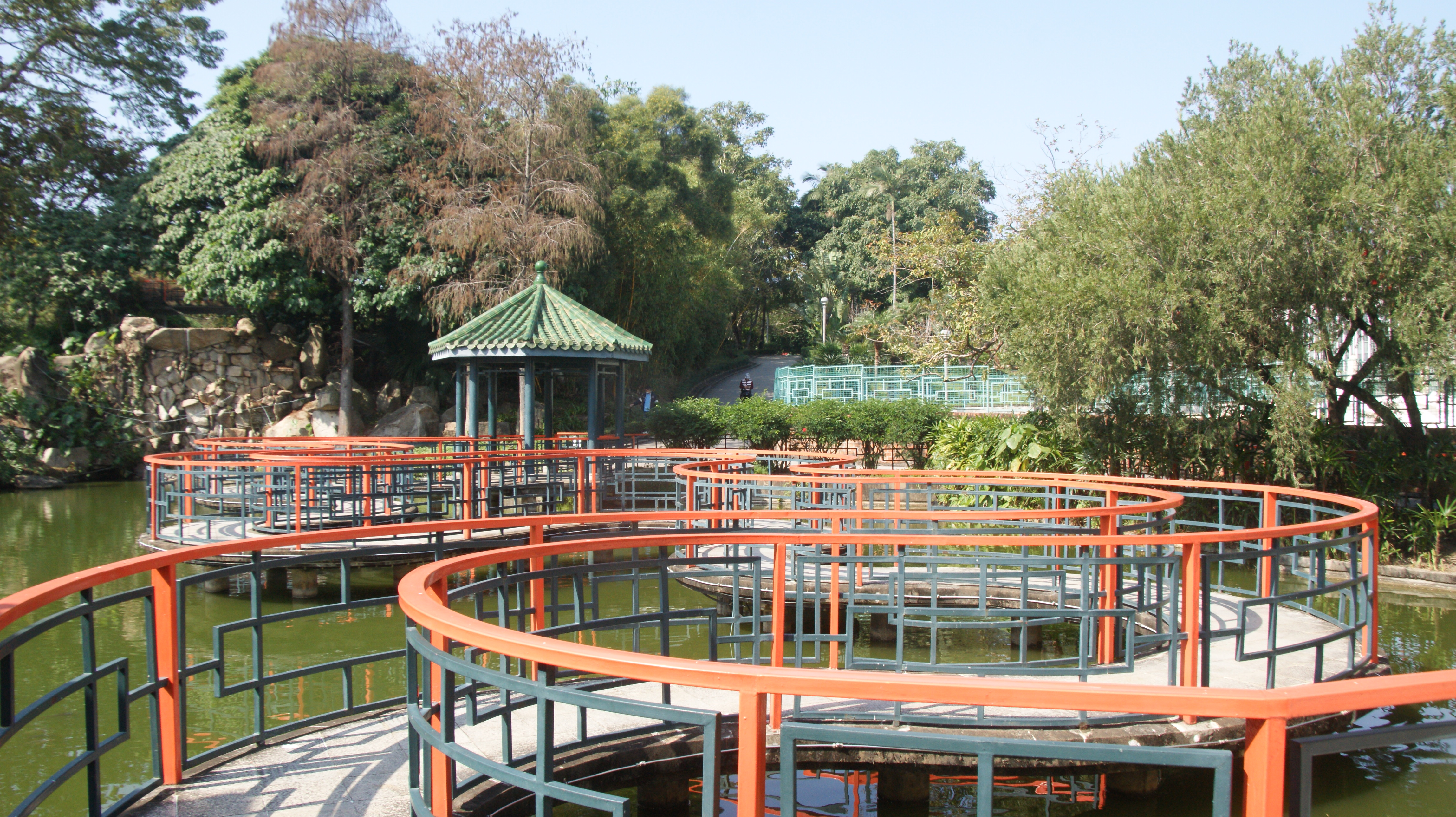
九曲橋
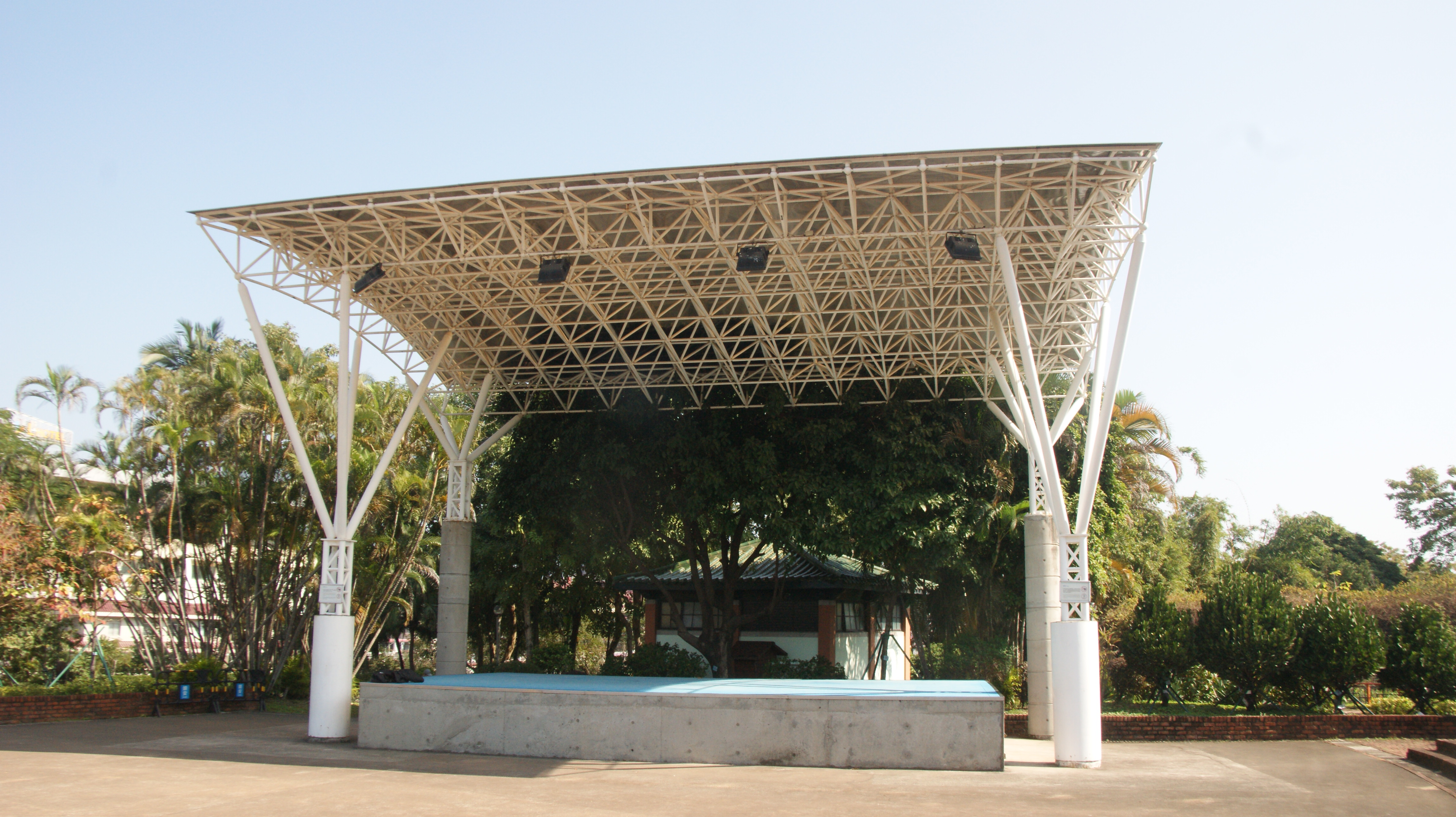
露天劇場

## 事件

### 2018年泳池救生員罷工事件
2018年8月游泳旺季期間，承判公共泳池救生員服務公司浪濤行發生救生員罷工事件，導致該泳池需要關閉，至泳季結束未能回復開放。

## 交通

### 巴士
M18 牧場街總站（Rua dos Currais / Terminal）
路線：9、9A、16、16S、18、29、34、65
M63 紀念孫中山公園（Parque M. Dr. Sun Yat Sen）
路線：25B、30、51A、65、MT4

## 資料來源
1. ↑  紀念孫中山市政公園簡介 （页面存档备份，存于） 民政總署
2. ↑  . 論盡媒體 AllAboutMacau Media. 2023-03-18  [2023-03-20]. （原始内容存档于2023-06-08）.
3. ↑  . TDM 澳廣視新聞. 2022-11-15  [2022-11-15]. （原始内容存档于2022-11-15）.
4. ↑  . 市政署. 2023-03-20  [2023-03-20]. （原始内容存档于2023-03-21）.
5. ↑  . 正報. 2011-09-13  [2023-03-20]. （原始内容存档于2023-03-20）.
6. ↑  . 正報. 2011-10-29  [2023-03-20]. （原始内容存档于2023-03-20）.
7. ↑  . 體育局 / 行政公職局. 澳門特別行政區新聞局. 2022年4月29日  [2022年12月14日]. （原始内容存档于2022年9月1日）.
8. ↑  . 力報. 2018-08-23  [2022-12-14]. （原始内容存档于2022-12-14）.
9. ↑  . 力報. 05/11/2018  [2022-12-14]. （原始内容存档于2022-12-14）.

## 外部連結
- 澳門自然網紀念孫中山市政公園之簡介
- 紀念孫中山市政公園 （页面存档备份，存于），收錄於中山公園數據庫 （页面存档备份，存于），由香港浸會大學圖書館 （页面存档备份，存于）提供